# Миазга, Мэтт
Мэттью «Мэтт» Миазга (англ. Matthew Miazga; 19 июля 1995, Клифтон, Нью-Джерси, США) — польский и американский футболист, защитник клуба «Цинциннати» и сборной США.

## Клубная карьера
Миазга, уроженец города Клифтон из штата Нью-Джерси, присоединился к академии «Нью-Йорк Ред Буллз» в 2009 году и был определён в команду до 14 лет. В 2012 году, выступая в команде до 16 лет, он помог выиграть национальный чемпионат США среди академий. 30 мая 2013 года было объявлено, что Миазга подписал контракт доморощенного игрока с «Нью-Йорк Ред Буллз», став всего лишь восьмым таким игроком в истории «быков». 8 сентября 2013 года он дебютировал в MLS в возрасте 18 лет, выйдя на 76-й минуте на замену в победе 4:1 над «Хьюстон Динамо». В том же году Мэтт стал обладателем Supporters’ Shield. В течение сезона 2015 Миазга зарекомендовал себя как игрока основного состава, образовав надежный тандем в защите с Дамиеном Перринелем. 28 июня 2015 года в дерби против «Нью-Йорк Сити» он забил свой первый гол за «быков» (3:1), замкнув ударом головы навес со штрафного Саши Клештана. После отлично показанных игр против Давида Вильи и Себастьяна Джовинко, которые являются одними из лучших футболистов лиги, Миазга стал рассматриваться как один из лучших игроков защиты в MLS. Его сильная оборонительная игра на протяжении сезона 2015 помогла «быкам» выиграть свой второй Supporters’ Shield за три года, при этом показав одну из самых сильных защит в лиге.
30 января 2016 года Миазга присоединился к лондонскому «Челси», подписав контракт на 4,5 года. Сумма трансфера составила, как сообщалось, 3,5 млн фунтов стерлингов (5 млн долларов). 2 апреля дебютировал за «Челси», выйдя в основном составе на матч 32-го тура против «Астон Виллы» (4:0) и проведя на поле весь матч.
Летом 2016 года для получения игровой практики Миазга на правах аренды перешёл в нидерландский «Витесс». 1 октября в матче против «Гронингена» он дебютировал в Эредивизи. 14 декабря в поединке национального кубка против «Джордан Бойс» Мэтт забил свой первый гол за «Витесс». По итогам сезона Миазга помог команде выиграть Кубок Нидерландов.
Летом 2018 года Миазга был отдан в аренду во французский «Нант». 18 августа в матче против «Дижона» он дебютировал в Лиге 1.
25 января 2019 года Миазга отправился в аренду в клуб Чемпионшипа «Рединг» до конца сезона. 24 июля Миазга был снова арендован «Редингом» на сезон 2019/20.
3 октября 2020 года Миазга отправился в однолетнюю аренду в бельгийский «Андерлехт».
20 августа 2021 года «Челси» продлил контракт с Миазгой и отдал его в аренду клубу испанской Ла Лиги «Алавес» на сезон.
5 августа 2022 года Миазга перешёл в клуб MLS «Цинциннати», подписав контракт до конца сезона 2025 с опцией продления на сезон 2026. За «Цинциннати» дебютировал 13 августа в матче против «Атланты Юнайтед». 20 августа в матче против «Нью-Йорк Ред Буллз» забил свой первый гол за «Цинциннати». Принял участие в Матче всех звёзд MLS 2023, в котором команда звёзд MLS принимала английский «Арсенал».

## Международная карьера
В 2012 году Миазга сыграл один матч за сборную Польши до 18 лет. С 2012 года он стал играть только за молодёжные сборные США.
В мае 2013 года он со сборной США до 18 лет принял участие в 19-м ежегодном международном юношеском турнире в Португалии. В августе и сентябре 2014 года Миазга отклонил два вызова в сборную Польши до 20 лет на основании того, что у него есть обязательства перед молодёжной сборной США, хотя подтвердил, что он не принял окончательное решение о том, какую нацию он будет представлять на высшем уровне. В октябре 2014 года тренер сборной Польши до 20 лет Марцин Дорна заявил, что он не отказался от Миазги и что игрок «быков» все ещё может играть в его команде.
В 2015 году Мэттью был включён в заявку на участие в молодёжном чемпионате КОНКАКАФ на Ямайке. На турнире он сыграл в матчах против молодёжных команд Гватемалы, Панамы, Ямайки, Сальвадора и Тринидада и Тобаго. В том же году в составе молодёжной сборной Мэтт принял участие в молодёжном чемпионате мира в Новой Зеландии. На турнире он сыграл в матчах против команд Новой Зеландии, Мьянмы, Колумбии и Сербии.
5 ноября 2015 года Миазга заявил: «.. Я ещё не определился [на счёт сборной] и буду ждать, а там посмотрим, кто первым вызовет меня в главную сборную, туда и пойду». На следующий день он получил первый вызов в сборную от США, для участия в отборочных матчах к чемпионату мира 2018. 14 ноября 2015 года в отборочном матче чемпионата мира 2018, Миазга дебютировал за сборную США против сборной Сент-Винсента и Гренадин, заменив во втором тайме Фабиана Джонсона (6:1).
В 2017 году Миазга стал обладателем Золотого кубка КОНКАКАФ. На турнире он сыграл в матче против сборной Никарагуа.
Миазга был включён в состав сборной США на Золотой кубок КОНКАКАФ 2019.
Был включён в состав сборной на Золотой кубок КОНКАКАФ 2023.

## Достижения
Командные
«Нью-Йорк Ред Буллз»
- Обладатель Supporters’ Shield (2): 2013, 2015

«Витесс»
- Обладатель Кубка Нидерландов: 2016/17

Сборная США
- Победитель Лиги наций КОНКАКАФ: 2019/20[48]
- Победитель Золотого кубка КОНКАКАФ: 2017

Личные
- Молодой футболист года в США: 2015
- Участник Матча всех звёзд MLS: 2023[49]

## Статистика выступлений

### Клубная статистика
| Выступление        | Выступление      | Выступление      | Лига | Лига | Кубок страны | Кубок страны | Кубок лиги | Кубок лиги | Конт. | Конт. | Прочие | Прочие | Итого | Итого |
| Клуб               | Лига             | Сезон            | Игры | Голы | Игры         | Голы         | Игры       | Голы       | Игры  | Голы  | Игры   | Голы   | Игры  | Голы  |
| ------------------ | ---------------- | ---------------- | ---- | ---- | ------------ | ------------ | ---------- | ---------- | ----- | ----- | ------ | ------ | ----- | ----- |
| Нью-Йорк Ред Буллз | MLS              | 2013             | 1    | 0    | 0            | 0            | 0          | 0          | 0     | 0     | 0      | 0      | 1     | 0     |
| Нью-Йорк Ред Буллз | MLS              | 2014             | 7    | 0    | 1            | 0            | 0          | 0          | 1     | 0     | 0      | 0      | 9     | 0     |
| Нью-Йорк Ред Буллз | MLS              | 2015             | 26   | 1    | 2            | 0            | 0          | 0          | 0     | 0     | 4      | 0      | 32    | 1     |
| Нью-Йорк Ред Буллз | Итого            | Итого            | 34   | 1    | 3            | 0            | 0          | 0          | 1     | 0     | 4      | 0      | 42    | 1     |
| Челси              | Премьер-лига     | 2015/16          | 2    | 0    | 0            | 0            | 0          | 0          | 0     | 0     | 0      | 0      | 2     | 0     |
| Челси              | Итого            | Итого            | 2    | 0    | 0            | 0            | 0          | 0          | 0     | 0     | 0      | 0      | 2     | 0     |
| Витесс             | Эредивизи        | 2016/17          | 23   | 0    | 6            | 1            | 0          | 0          | 0     | 0     | 0      | 0      | 29    | 1     |
| Витесс             | Эредивизи        | 2017/18          | 32   | 3    | 1            | 0            | 0          | 0          | 6     | 0     | 4      | 1      | 43    | 4     |
| Витесс             | Итого            | Итого            | 55   | 3    | 7            | 1            | 0          | 0          | 6     | 0     | 4      | 1      | 72    | 5     |
| Йонг Витесс        | Второй дивизион  | 2016/17          | 6    | 0    | 0            | 0            | 0          | 0          | 0     | 0     | 0      | 0      | 6     | 0     |
| Йонг Витесс        | Итого            | Итого            | 6    | 0    | 0            | 0            | 0          | 0          | 0     | 0     | 0      | 0      | 6     | 0     |
| Нант               | Лига 1           | 2018/19          | 8    | 0    | 1            | 0            | 0          | 0          | 0     | 0     | 0      | 0      | 9     | 0     |
| Нант               | Итого            | Итого            | 8    | 0    | 1            | 0            | 0          | 0          | 0     | 0     | 0      | 0      | 9     | 0     |
| Нант B             | Насьональ 2      | 2018/19          | 2    | 0    | 0            | 0            | 0          | 0          | 0     | 0     | 0      | 0      | 2     | 0     |
| Нант B             | Итого            | Итого            | 2    | 0    | 0            | 0            | 0          | 0          | 0     | 0     | 0      | 0      | 2     | 0     |
| Рединг             | Чемпионшип       | 2018/19          | 18   | 0    | 0            | 0            | 0          | 0          | 0     | 0     | 0      | 0      | 18    | 0     |
| Рединг             | Чемпионшип       | 2019/20          | 20   | 2    | 3            | 0            | 1          | 0          | 0     | 0     | 0      | 0      | 24    | 2     |
| Рединг             | Итого            | Итого            | 38   | 2    | 3            | 0            | 1          | 0          | 0     | 0     | 0      | 0      | 42    | 2     |
| Андерлехт          | Про-лига         | 2020/21          | 30   | 1    | 3            | 0            | 0          | 0          | 0     | 0     | 0      | 0      | 33    | 1     |
| Андерлехт          | Итого            | Итого            | 30   | 1    | 3            | 0            | 0          | 0          | 0     | 0     | 0      | 0      | 33    | 1     |
| Алавес             | Ла Лига          | 2021/22          | 11   | 0    | 1            | 0            | 0          | 0          | 0     | 0     | 0      | 0      | 12    | 0     |
| Алавес             | Итого            | Итого            | 11   | 0    | 1            | 0            | 0          | 0          | 0     | 0     | 0      | 0      | 12    | 0     |
| Цинциннати         | MLS              | 2022             | 10   | 2    | 0            | 0            | 0          | 0          | 0     | 0     | 2      | 0      | 12    | 2     |
| Цинциннати         | MLS              | 2023             | 17   | 0    | 3            | 0            | 0          | 0          | 0     | 0     | 0      | 0      | 20    | 0     |
| Цинциннати         | Итого            | Итого            | 27   | 2    | 3            | 0            | 0          | 0          | 0     | 0     | 2      | 0      | 32    | 2     |
| Всего за карьеру   | Всего за карьеру | Всего за карьеру | 213  | 9    | 21           | 1            | 1          | 0          | 7     | 0     | 10     | 1      | 252   | 11    |

### Международная статистика
| Сборная          | Сезон            | Товарищеские | Товарищеские | Турниры | Турниры | Всего | Всего |
| Сборная          | Сезон            | Игры         | Голы         | Игры    | Голы    | Игры  | Голы  |
| ---------------- | ---------------- | ------------ | ------------ | ------- | ------- | ----- | ----- |
| США              | 2015             | 0            | 0            | 1       | 0       | 1     | 0     |
| США              | 2016             | 1            | 0            | 0       | 0       | 1     | 0     |
| США              | 2017             | 1            | 0            | 1       | 1       | 2     | 1     |
| США              | 2018             | 7            | 0            | 0       | 0       | 7     | 0     |
| США              | 2019             | 3            | 0            | 4       | 0       | 7     | 0     |
| США              | 2020             | 2            | 0            | 0       | 0       | 2     | 0     |
| США              | 2021             | 1            | 0            | 1       | 0       | 2     | 0     |
| Всего за карьеру | Всего за карьеру | 15           | 0            | 7       | 1       | 22    | 1     |

### Матчи и голы за сборную
| Матчи и голы Мэтта Миазги за сборную США | Матчи и голы Мэтта Миазги за сборную США | Матчи и голы Мэтта Миазги за сборную США | Матчи и голы Мэтта Миазги за сборную США | Матчи и голы Мэтта Миазги за сборную США | Матчи и голы Мэтта Миазги за сборную США |
| №                                        | Дата                                     | Оппонент                                 | Счёт                                     | Голы Миазги                              | Соревнование                             |
| ---------------------------------------- | ---------------------------------------- | ---------------------------------------- | ---------------------------------------- | ---------------------------------------- | ---------------------------------------- |
| 1                                        | 13 ноября 2015                           | Сент-Винсент и Гренадины                 | 6:1                                      | —                                        | Отборочные матчи ЧМ-2018                 |
| 2                                        | 22 мая 2016                              | Пуэрто-Рико                              | 3:1                                      | —                                        | Товарищеский матч                        |
| 3                                        | 15 июля 2017                             | Никарагуа                                | 3:0                                      | 1                                        | Золотой кубок КОНКАКАФ 2017              |
| 4                                        | 14 ноября 2017                           | Португалия                               | 1:1                                      | —                                        | Товарищеский матч                        |
| 5                                        | 27 марта 2018                            | Парагвай                                 | 1:0                                      | —                                        | Товарищеский матч                        |
| 6                                        | 2 июня 2018                              | Ирландия                                 | 1:2                                      | —                                        | Товарищеский матч                        |
| 7                                        | 9 июня 2018                              | Франция                                  | 1:1                                      | —                                        | Товарищеский матч                        |
| 8                                        | 7 сентября 2018                          | Бразилия                                 | 0:2                                      | —                                        | Товарищеский матч                        |
| 9                                        | 11 сентября 2018                         | Мексика                                  | 1:0                                      | —                                        | Товарищеский матч                        |
| 10                                       | 11 октября 2018                          | Колумбия                                 | 2:4                                      | —                                        | Товарищеский матч                        |
| 11                                       | 15 ноября 2018                           | Англия                                   | 0:3                                      | —                                        | Товарищеский матч                        |
| 12                                       | 26 марта 2019                            | Чили                                     | 1:1                                      | —                                        | Товарищеский матч                        |
| 13                                       | 5 июня 2019                              | Ямайка                                   | 0:1                                      | —                                        | Товарищеский матч                        |
| 14                                       | 9 июня 2019                              | Венесуэла                                | 0:3                                      | —                                        | Товарищеский матч                        |

Итого: 14 матчей / 1 гол; 5 побед, 3 ничьи, 6 поражений.